# هافتوفت
هافتوفت (به آلمانی: Havetoft) یک شهر در آلمان است که در اشلسویگ-فلنسبورگ واقع شده‌است. هافتوفت  ۸۶۹ نفر جمعیت دارد.